# Kuwanimyia orientalis
Kuwanimyia orientalis är en tvåvingeart som först beskrevs av Christian Rudolph Wilhelm Wiedemann 1830.  Kuwanimyia orientalis ingår i släktet Kuwanimyia och familjen parasitflugor. Inga underarter finns listade i Catalogue of Life.